# Mecanismo de Frank-Starling

Diagrama ilustrando o mecanismo de Frank-Starling no coração. O eixo y frequentemente descreve o volume sistólico, o trabalho sistólico ou o débito cardíaco. O eixo x frequentemente descreve o volume diastólico final ou a pressão atrial direita. As três curvas demonstram que deslocamentos ao longo da mesma linha indicam uma mudança na pré-carga, enquanto que deslocamentos de uma linha para outra indicam uma mudança na pós-carga ou na contratilidade do cardiomiócito. Um aumento no volume sanguíneo causaria um deslocamento ao longo da linha para a direita, o que aumenta o volume de final de diástole do ventrículo esquerdo (eixo x) e, portanto, também aumenta o volume sistólico (eixo y). A ionotropia se refere à força de contração do cardiomiócito.

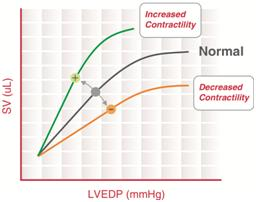
elação aumento e diminuição do volume normal de sangue na sístole ventricular (SV) em microlitros e a pressão exercida sobre as paredes do ventrículo esquerdo (LVDEP) em mmHg.

O Mecanismo de Frank-Starling, é um conceito da cardiologia, para se referir a capacidade do coração de se adaptar a variações do volume sanguíneo modificando sua contratilidade. Assim, quando entra mais sangue (maior pré-carga) aumenta a força de contração e a quantidade de sangue bombeada para a aorta e quando entra menos sangue (menor pré-carga) sai menos sangue. 
Serve para entender como o coração se comporta quando entra mais sangue, por exemplo no caso de introdução de soro fisiológico, e quando entra menos sangue, por exemplo no caso do paciente estar desidratado ou ter hemorragia significativa.
Os limites desse aumento ou diminuição são proporcionais ao tamanho dos sarcômeros do ventrículo e ao número de pontes cruzadas entre os filamentos de actina e miosina no fim da fase de dilatação, calculável pelo volume do fim de diástole. A maior sensibilidade da Troponina C aos íons de Cálcio aumenta a contração do sarcômero, e consequentemente de todo o músculo cardíaco expulsando mais sangue.

## Histórico
Foi descrito por Otto Frank e Ernest Starling em 1918, baseado nos trabalhos de Dario Maestrini em 1914.
As contribuições de Otto Frank derivam de seus experimentos de 1895 em corações de rã. Para relacionar o trabalho do coração à mecânica muscular esquelética, Frank observou mudanças na pressão diastólica com volumes variados do ventrículo da rã. Seus dados foram analisados em um diagrama pressão-volume, o que resultou em sua descrição da pressão isovolumétrica máxima e seus efeitos no volume ventricular.
Starling fez experimentos com corações de mamíferos intactos, como de cachorros, para entender por que variações na pressão arterial, frequência cardíaca e temperatura não afetam o débito cardíaco relativamente constante.

## Em transplante cardíaco
No caso de transplante cardíaco, como o coração está sem as inervações, o seu controle pelo sistema nervoso é mais lento, indireto e menos eficiente da frequência cardíaca e maior vasodilatação por mecanismo metabólico. Isso resulta em maior retorno venoso, e consequentemente em maior contraçao e maior gasto cardíaco (maior ejeção de sangue para os vasos sanguíneos). 